# Девід Браунінґ
Девід Браунінґ (англ. David Browning, 5 червня 1931 — 13 березня 1956) — американський стрибун у воду.
Олімпійський чемпіон 1952 року.